# Plovdivski filharmonijski orkestar
Plovdivski filharmonijski orkestar bio je bugarski simfonijski orkestar iz grada Plovdiva. Osnovala ga je 1945. skupina glazbenika i povratnika iz vojske nakon završetka Drugog svjetskog rata. Od osnivanja pa sve do gašenja 2012. zbog novčanih nedostataka bio je najpoznatiji i najslušaniji orkestar na području Tračke.
Orkestar je snimio orekstralne komade i skladbe Beethovena, Mozarta i Schumanna. Snimili su i Carminu Buranu. Bili su istaknuti u izvođenju djela klasične i glazbe romantizma.
Surađivali su i sa Sofijskim simfonijskim orkestrom, s kojim su često održavali zajedničke koncerte humanitarnoga karaktera.